# Банахи
Банахи (пол. Banachy) — село в Польщі, у гміні Гарасюки Ніжанського повіту Підкарпатського воєводства. Населення — 157 осіб (2011).

## Історія
За даними етнографічної експедиції 1869—1870 років під керівництвом Павла Чубинського, у селі переважно проживали римо-католики, меншою мірою — греко-католики, які розмовляли українською мовою.
У 1975—1998 роках село належало до Тарнобжезького воєводства.

## Демографія
Демографічна структура станом на 31 березня 2011 року:
|          | Загалом | Допрацездатний вік | Працездатний вік | Постпрацездатний вік |
| -------- | ------- | ------------------ | ---------------- | -------------------- |
| Чоловіки | 70      | 12                 | 47               | 11                   |
| Жінки    | 87      | 11                 | 51               | 25                   |
| Разом    | 157     | 23                 | 98               | 36                   |